# Станислав Лещинский
Стани́слав I Лещи́нский (Лещиньский, пол. Stanisław Leszczyński, бел. Станіслаў Ляшчынскі, фр. Stanislas Leczinski; 20 октября 1677, Львов, Речь Посполитая — 23 февраля 1766, Люневиль, Лотарингия) — король польский и великий князь литовский в 1704—1709 и 1733—1734, затем последний герцог Лотарингии в 1737—1766 годах, тесть короля Франции Людовика XV.
- Полный титул на польском: Z Bożej łaski król Polski, wielki książę litewski, ruski, pruski, mazowiecki, żmudzki, inflancki, smoleński, siewierski i czernihowski, książę Lotaryngii i Barrois.
- Полный титул на русском: Божиею милостью король Польский, Великий князь Литовский, Русский, Прусский, Мазовецкий, Жмудский, Ливонский, Смоленский, Северский, Черниговский, князь Лотарингии и Барруа.

## Первое царствование
Родился 20 октября 1677 года. Представитель великопольского шляхетского рода Лещинских, единственный сын великого коронного подскарбия Рафаила Лещинского и Анны Яблоновской, дочери князя Станислава Яна Яблоновского, могущественного магната своего времени. Занимал должность воеводы познанского.
В ходе Северной войны в 1702 году шведский король Карл XII вторгся в Польшу и нанёс ряд тяжёлых поражений Августу II, королю польскому и курфюрсту Саксонии. Часть польской шляхты приняла его сторону. В 1704 году Варшавская конфедерация низложила короля Августа II и объявила период бескоролевья. Станислав Лещинский был отправлен конфедерацией ко двору шведского короля с дипломатической миссией. Вскоре новым королём Речи Посполитой был избран Станислав Лещинский, на которого пал выбор Карла XII.
Часть польской шляхты осталась верна Августу II. Раскол польской шляхты привёл к Гражданской войне. В 1706 году шведский король Карл XII принудил Августа II подписать Альтранштедтский мир, по которому тот отрёкся от польского престола в пользу Станислава Лещинского. После этого Станислав Лещинский стал полноправным королём Польши и великим князем Литовским.
Сокрушительное поражение шведской армии под Полтавой в 1709 году привело к падению авторитета Карла XII и его сторонников. Используя поддержку русской армии, Август II вернул себе корону Польши, Станислав Лещинский эмигрировал в Пруссию, а затем во Францию.

## В эмиграции
В 1719 году Станислав Лещинский получил разрешение на пребывание во Франции в небольшом приграничном городе Висамбуре вместе с семьёй и своим двором. Французское правительство выделило ему ежегодное небольшое пособие в размере 20 тысяч ливров.
В августе 1725 году его дочь Мария вышла замуж за короля Франции и ему было назначено новое еженедельное пособие в размере 2 тысяч ливров. В политике не принимал участия, занимался философией. С 1725 года проживал в замке Шамбор.

## Второе царствование
2 (13) декабря 1732 в Берлине русский посол граф Лёвенвольде и имперский посол граф Зекендорф заключили с королём Фридрихом-Вильгельмом І договор о совместных действиях в Речи Посполитой, который стал известен как «Союз трёх чёрных орлов». По договору для противодействия Станиславу Лещинскому и Морицу Саксонскому были выдвинуты кандидатуры португальского инфанта Эммануила и прусского принца Августа Вильгельма. Также решено было выставить войска на границах: 4000 кавалерии от Австрии, 6000 драгун и 14000 пехоты от России и 12 батальонов и 20 эскадронов от Пруссии. На подкуп магнатов стороны выделяли по 36000 червонных (около 90000 рублей). Миссия Лёвенвольде зашла в тупик, когда император отказался закрепить договорённости на бумаге.
После смерти своего противника, Августа Сильного, в 1733 году Потоцкие выдвинули Лещинского в короли, его поддерживала и Франция. Кардинал де Флери, который был фактическим правителем Франции при Людовике XV, отправил на Балтику для поддержки Лещинского небольшую эскадру.
Против кандидатуры Лещинского решительно выступили Россия и Австрия, предложившие в короли Августа III, курфюрста саксонского. Русские войска под начальством Ласси вступили в Польшу.
Станислав Лещинский переоделся в купеческую одежду, тайно проехал через Германию и неожиданно появился в Кракове во время Элекционного сейма. Из двадцати тысяч дворян за Лещинского проголосовали 12 тысяч.
12 сентября 1733 года примас провозгласил об избрании польским королём Станислава Лещинского. Между тем меньшинство, опубликовав манифест, в котором жаловалось на уничтожение liberum veto, отступило в Венгрув. Однако у короля не было военной помощи. Он не мог противостоять российским войскам, которые через несколько дней появились возле Кракова.
22 сентября Лещинский в сопровождении своих главных сторонников, а также французского и шведского послов выехал в Гданьск (Данциг), где намеревался дожидаться французской помощи. Расположенный у побережья, Гданьск был лучшей крепостью Польши и одной из лучших крепостей Европы, а близость к морю позволяла получать помощь от Франции и Швеции.
24 сентября в полмиле от Праги, в урочище Грохове, оппозиция избрала на престол Фридриха Августа. 5 октября 1733 в Кракове при помощи русской армии был коронован Август III.
В ходе войны за Польское наследство русская армия выдвинулась на Гданьск и в феврале 1734 года взяла город в осаду. Когда в Париже узнали, что Лещинский блокирован в Гданьске, была собрана вторая эскадра. В этот раз в Данциг посылались войска. Общее командование над эскадрой получил адмирал Жан-Анри Берейл. Однако французы потерпели поражение и крепость капитулировала. В ночь на 17 июня Станислав Лещинский бежал в крестьянской одежде в Пруссию.
3 ноября 1734 года австрийский император заключил с Францией перемирие, a 7 мая 1735 года подписал предварительные условия. Лещинскому был предоставлен титул польского короля и обладание всеми принадлежавшими ему в Польше поместьями.
26 января 1736 г. Лещинский отрекся от титула короля польского и великого князя литовского. По Венскому миру 1738 отказался от притязаний на польский престол, но сохранил пожизненный титул короля.

## Лотарингия
Получил во владение Лотарингию, так как потомственный лотарингский герцог Франц I, зять императора Священной Римской империи Карла VI, готовясь занять престол тестя, отказался от своей страны.
После смерти Августа ІІІ, 86-летний Лещинский предложил французскому правительству вновь поддержать его в качестве претендента на корону. Однако его кандидатуру отказались рассматривать.
В последние годы вместе с ним жил и составлял компанию близкий друг, маршал Франции Ладислас Игнац де Бершени (Ladislas Ignace de Bercheny).
После смерти престарелого Лещинского 23 февраля 1766 года в результате несчастного случая (уснул в кресле у камина и загорелся) его зять Людовик XV аннексировал Лотарингию.
Память о нём увековечена бронзовой статуей на Станиславовской площади в Нанси, названной в его честь.

## Просветительская деятельность
В Нанси Лещинский основал школу для польского юношества, из которой вышло немало замечательных людей. Автор работы «Свободный голос» («Głos wolny», 1733), который открывает собою ряд польских политических трактатов XVIII в., направленных к изменению государственного и общественного устройства страны.

## Семья
В 1717 году умерла его 18-летняя дочь Анна Лещинская.
В 1725 году выдал свою дочь Марию замуж за Людовика XV. Таким образом, он был прадедом французских королей Людовика XVI, Людовика XVIII и Карла X.
Станислав прожил 88 лет, дольше всех других королей Польши, и дожил до рождения праправнучек (умерших в детстве дочерей его правнучки Изабеллы Пармской и Иосифа II).

## Публикации на русском языке
- Творения благодетельного философа — М., 1803. Часть 1. Часть 2.